# Festival Tempo Rives
Le festival Tempo Rives est un festival français annuel de musiques actuelles se déroulant à Angers, ville de Maine-et-Loire en région Pays de la Loire. Créé en 2009, il a lieu chaque été deux fois par semaine, sur des scènes musicales montées sur les berges de Maine. Y partagent l'affiche, des groupes internationaux et des artistes émergents angevins.

## Historique
Depuis 2009, ces soirées musicales en bord de Maine se déroulent tous les ans, du 13 juillet (à la suite du feu d'artifice de la Fête nationale) à la troisième semaine d'août, cale de la Savatte face au château du roi René. Il fait suite au festival d'Angers l'été créé en 1980, et dont la dernière édition date de l'été 2008.
Le festival affiche en 2013 une fréquentation annuelle de 20 000 personnes,,, puis en 2014 de 28 000 personnes. En 2015, les organisateurs annoncent une fréquentation de 35 000 spectateurs.

## Fonctionnement
Le festival est organisé par la direction de l'action culturelle de la ville d'Angers. Didier Granet en est son programmateur,, comme il l'était du festival Angers L'été.

## Programmation

### Édition 2009
Durant l'été 2009, s'y produisent les jeudis du 13 juillet au 27 août, cale de la Savatte, Olli and the Bollywood Orchestra, Rémy Kolpa Kopoul, Anthony Joseph and the spasm band, André Minvielle & Lionel Suarez, Aronas, Sandra Nkake, Tumi and the Volume, Olivier Temine trio, René Lacaille, Diving with Andy, Laxula, Nguyên Lê.

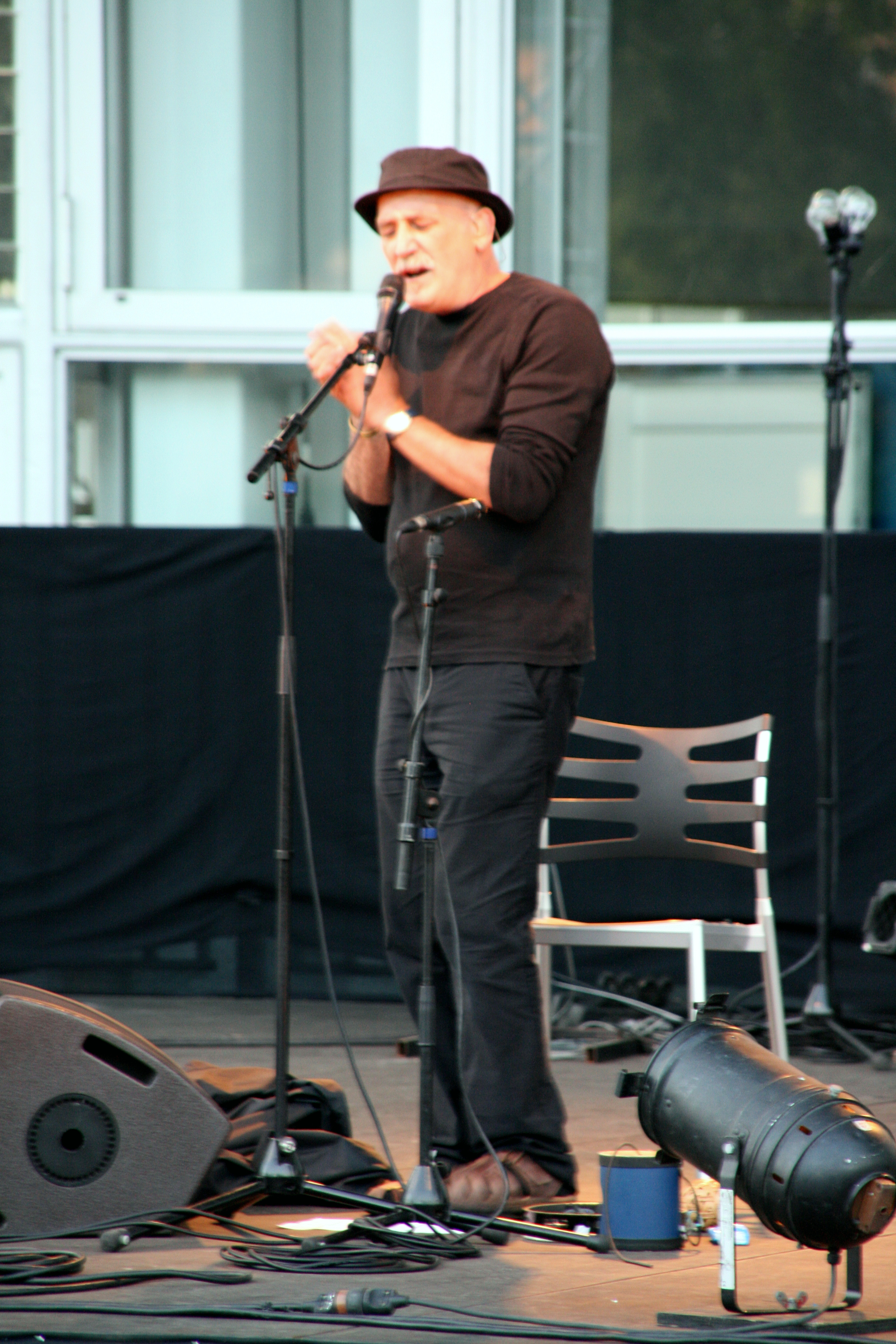
André Minvielle
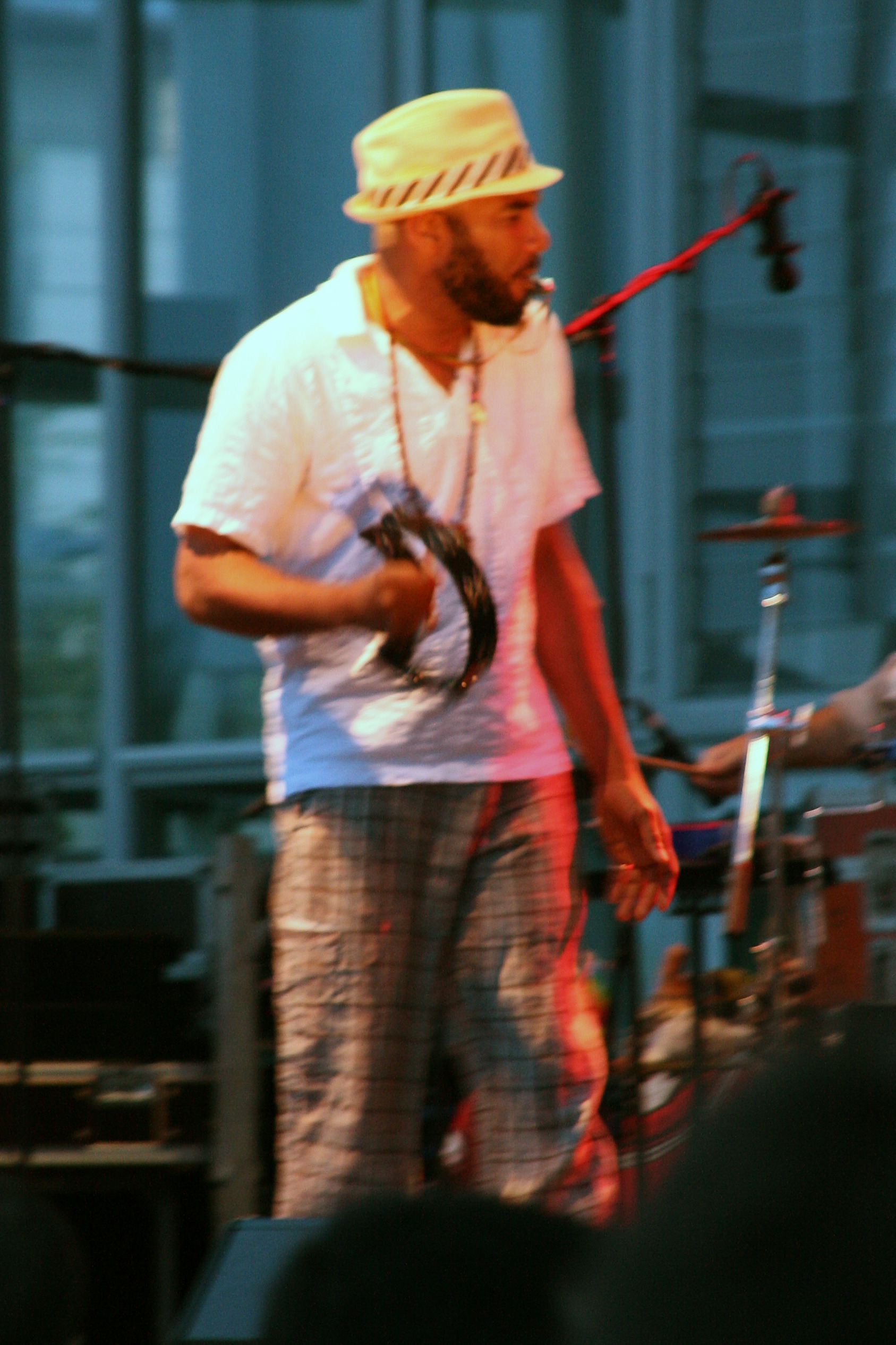
Anthony Joseph
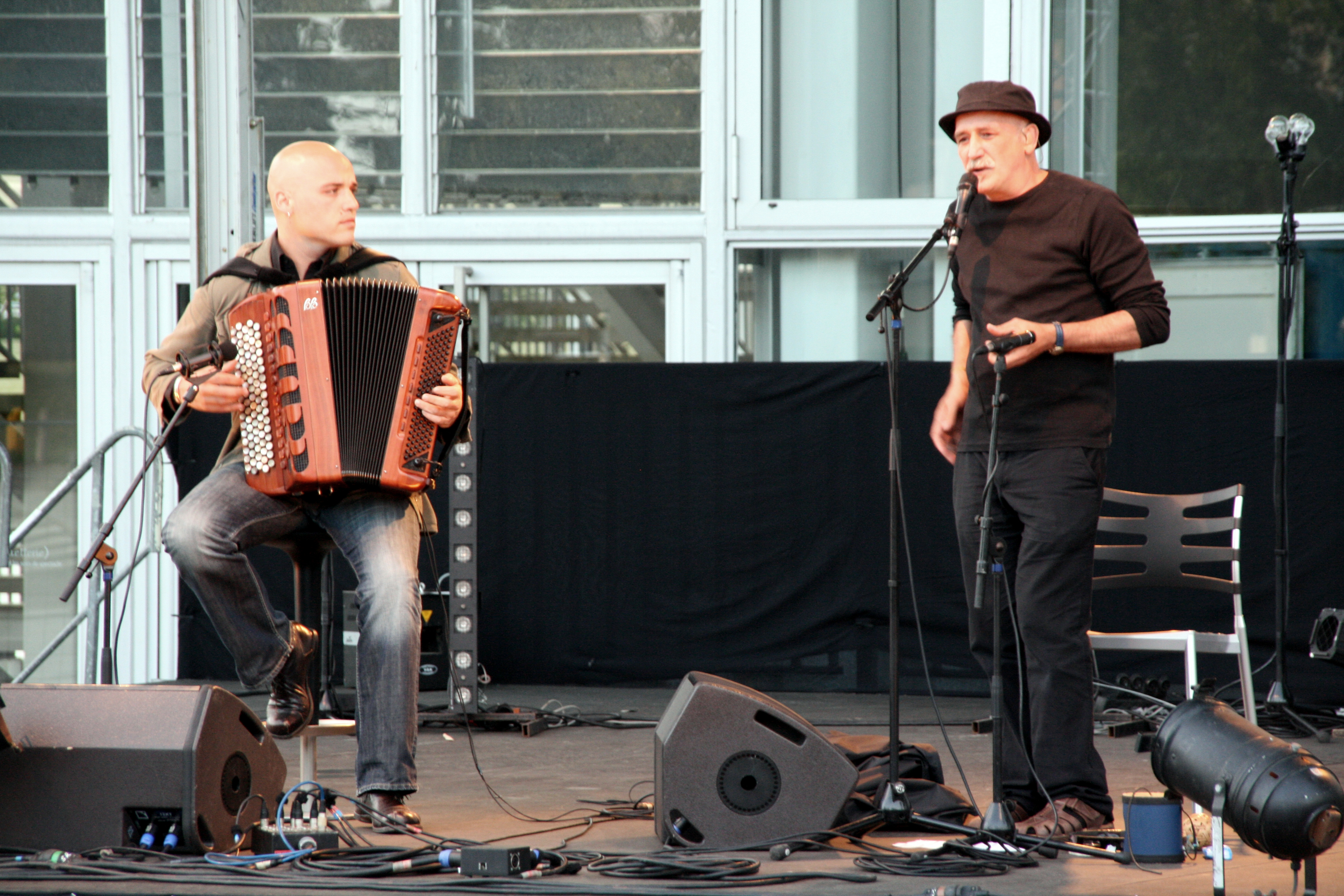
Lionel Suarez et André Minvielle
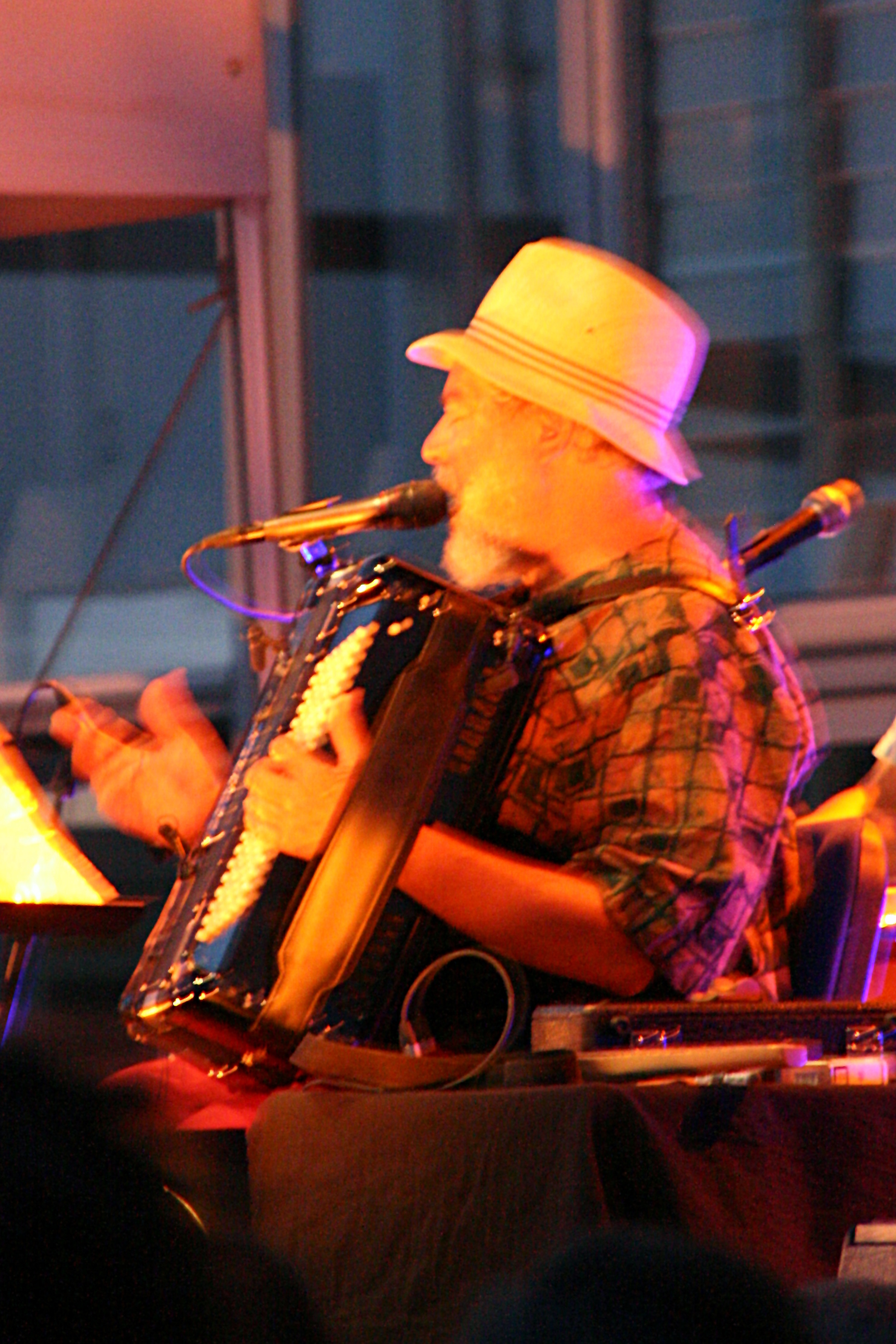
René Lacaille
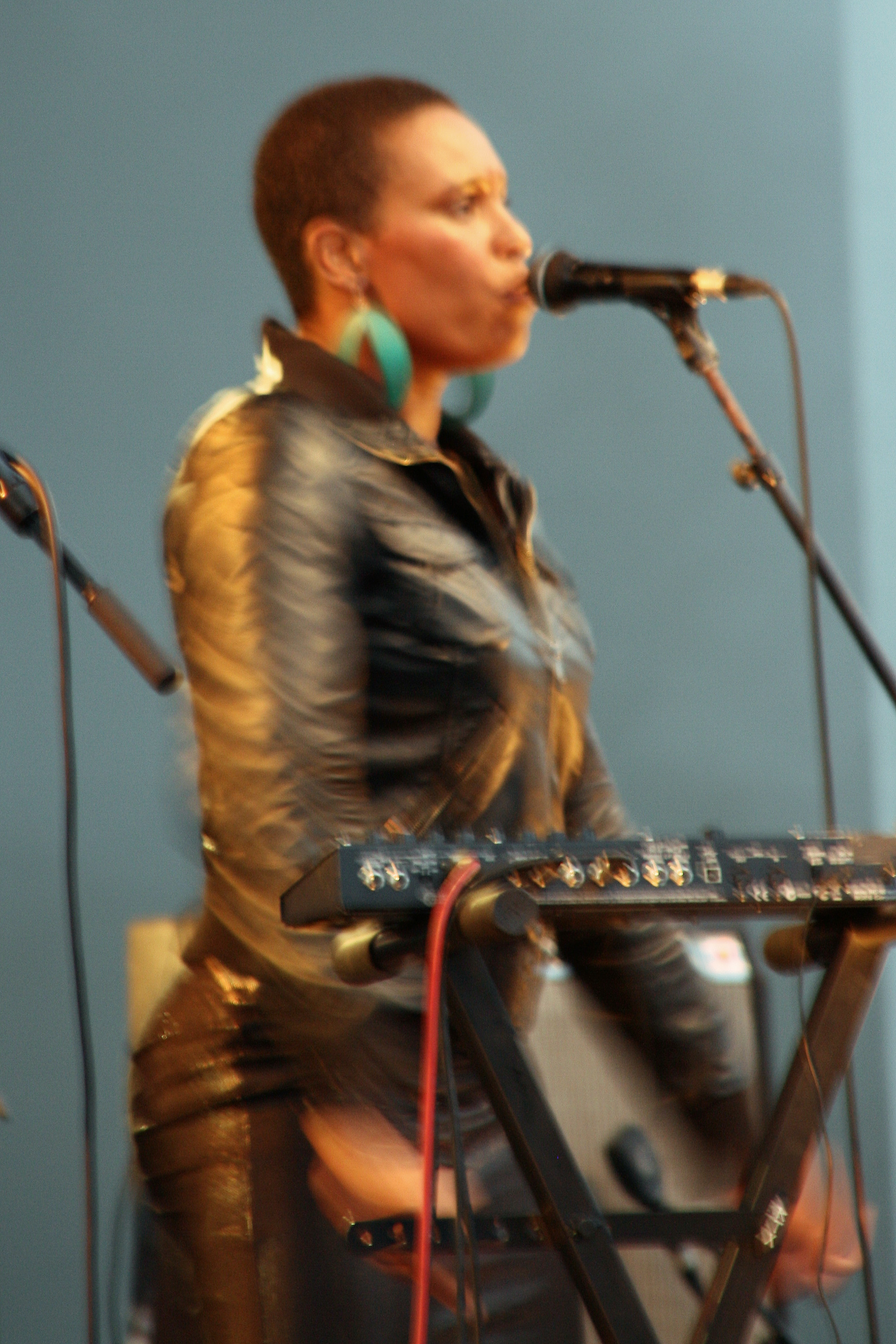
Sandra Nkaké

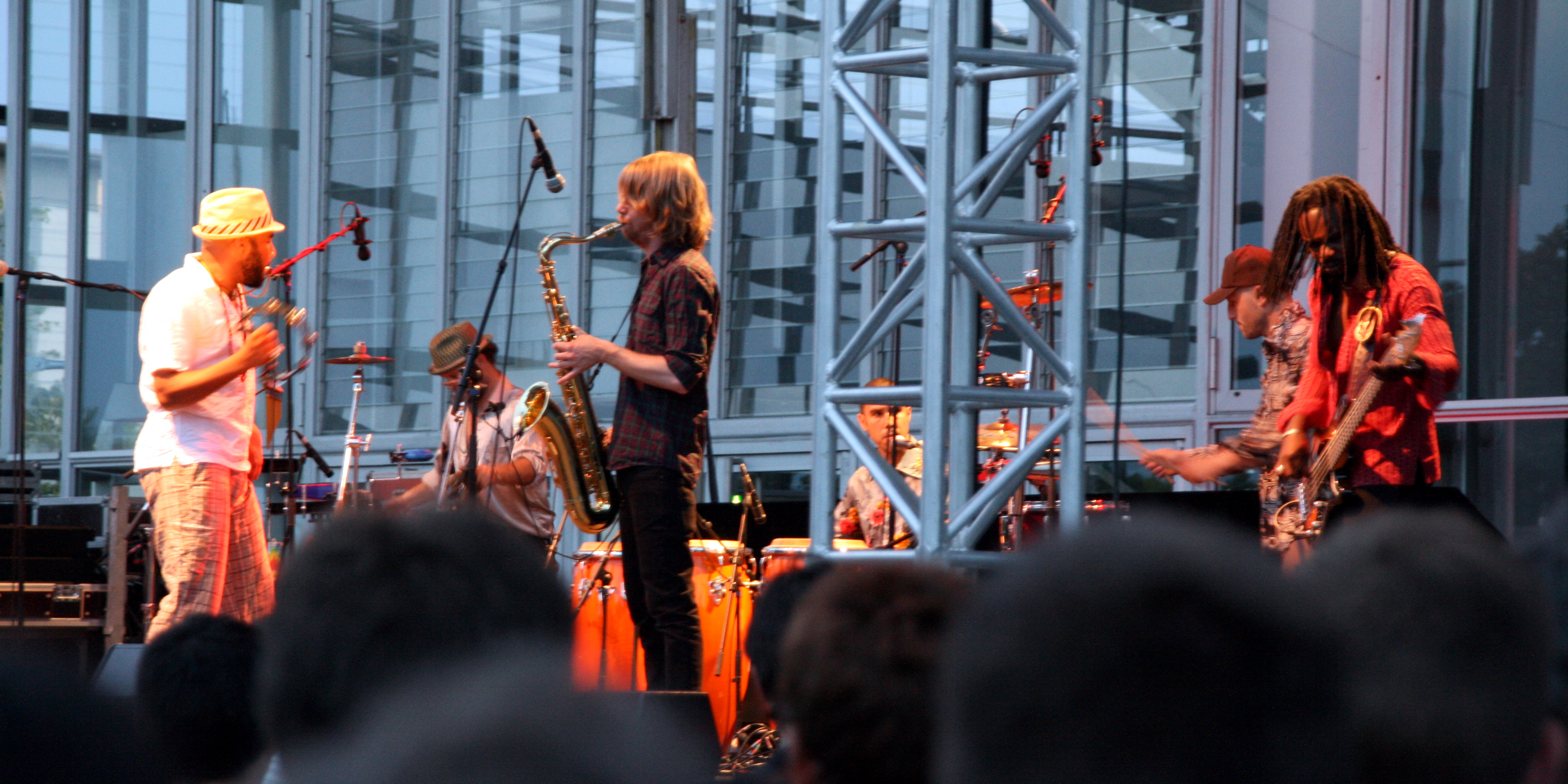
Anthony Joseph and the Spasm Band
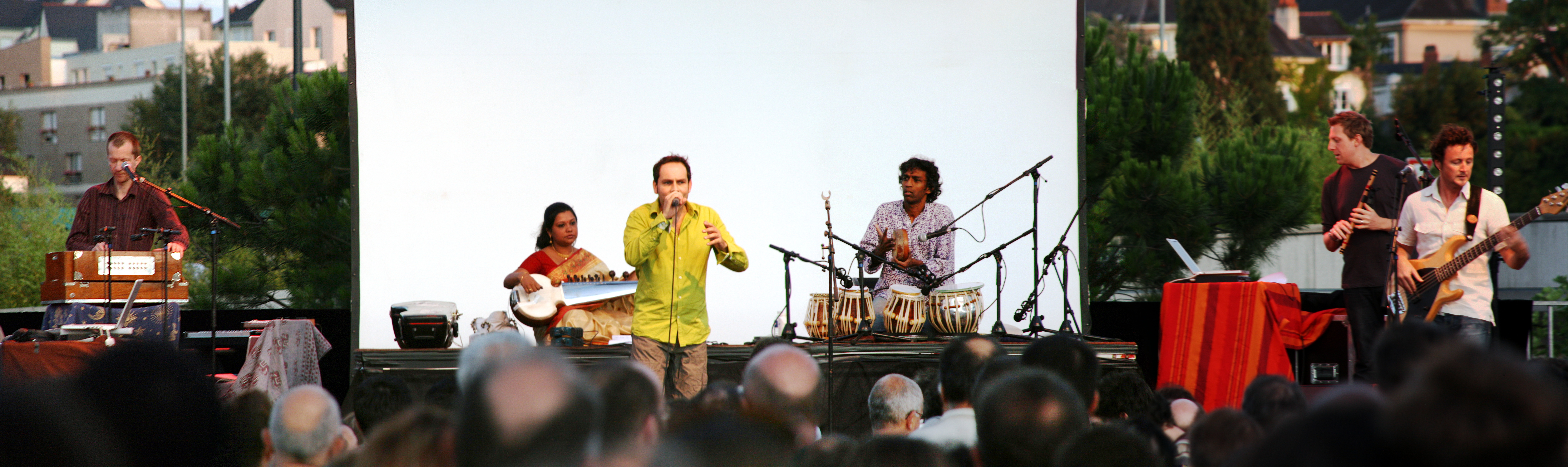
Olly and the Bollywood Orchestra

### Édition 2010
Pour la seconde édition, qui se déroule du 13 juillet au 26 août 2010, se produisent sur la scène du festival, Shantel, Egyptian Project, David Murray & The Gwo Ka Masters, The Narcicyst, Gilzene & The Blue Light Mento Band, Push up!, Bibi Tanga & The Sélénites, Vendeurs d'Enclumes, Ka Jazz, l'Orchestre de la Boule Noire. La manifestation affiche une fréquentation de 22 500 spectateurs.

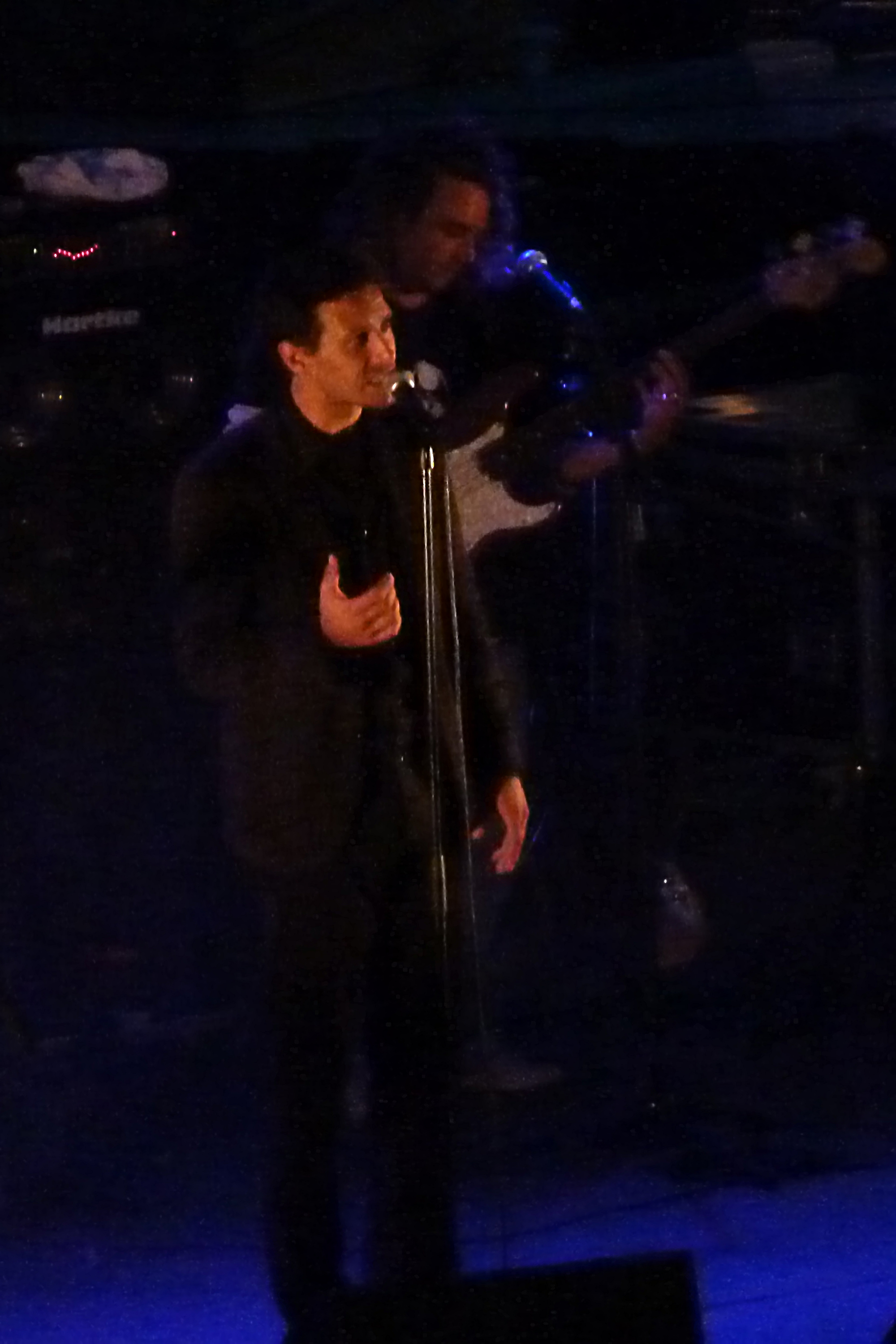
Valérian Renault - Vendeurs d'Enclumes
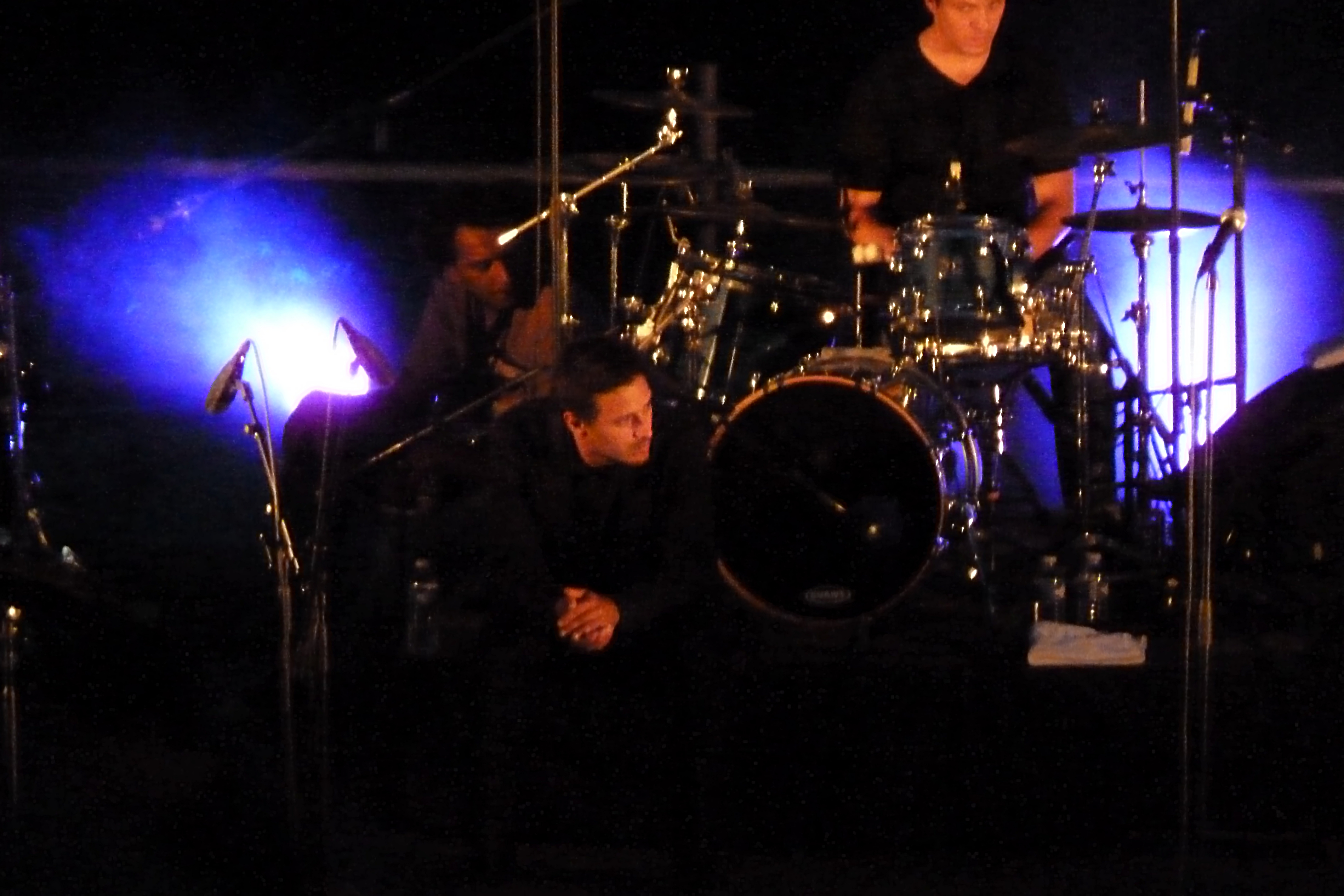
Vendeurs d'Enclumes
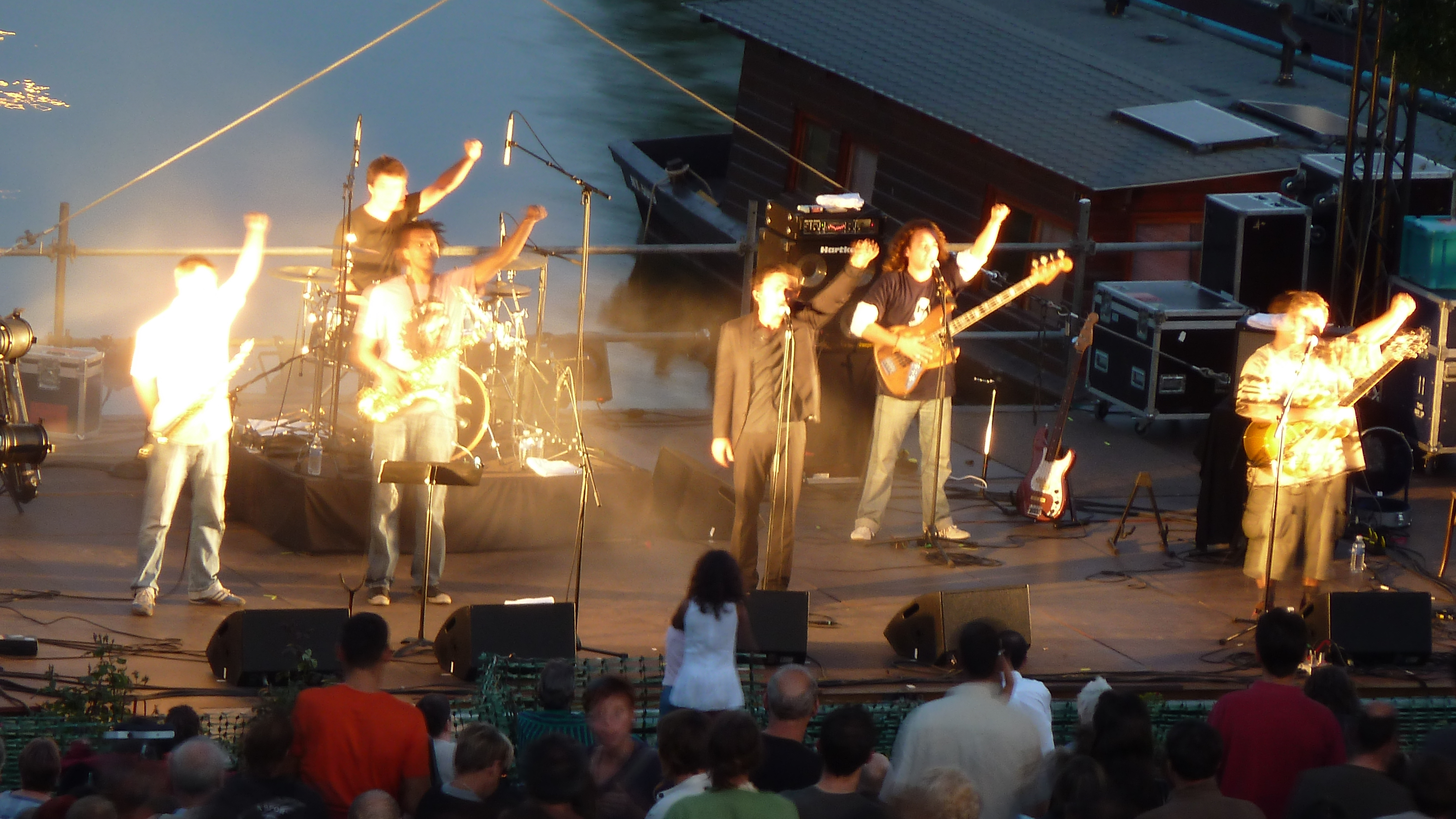
Vendeurs d'Enclumes bras levés

### Édition 2011
En 2011, du 13 juillet au 25 août, on y voit Interactivo (funk latino), Asaf Avidan & The Mojos (rock folk), Before Bach (blues rock breton), Blitz The Ambassador (funk hip-hop soul), Ebo Taylor (afro-beat), Camélia Jordana (chanson française), Hanggai (rock et musique traditionnelle mongole), Yom (klezmer psychédélique), Rigolus (glam Rock).

### Édition 2012
Du 13 juillet au 23 août 2012, la scène musicale reçoit Ndidi O (soul jazz folk, France), Aziz Sahmaoui & University of Gnawa (musique du monde, Maroc), Jupiter & Okwess International (afrobeat, Congo), Zita Swoon (pop world, Belgique), Hildegard Lernt Fliegen (hybrid jazz, Suisse), Back pack jax (hip hop soul funk, France), Médéric Collignon (jazz, France),. Le festival affiche une fréquentation de 20 000 spectateurs.

### Édition 2013
Pour la 5e édition du festival, qui se déroule les mardis et jeudis du 13 juillet au 20 août 2013, on y voit 11 concerts sur la scène amarrée cale de la Savatte : Les Barbarins Fourchus, Les Warsaw Village Band, Criolo, Slow Joe & The Ginger Accident, Juan Rozoff, Firewater, Birth of Joy, Shibusa Shirazu Orchestra, le groupe angevin The Lemon Queen, le groupe réunionnais Lindigo, et en clôture Turbo Clap Station,,,,,.
Le festival affiche cette année-là une fréquentation de 20 000 personnes,.

### Édition 2014
À partir du 13 juillet, et jusqu'au 19 août, l'édition 2014 du festival Tempo Rives affiche environ 28 000 spectateurs pour 11 concerts,. De nombreux groupes s'y partagent la scène installée à la cale de la Savatte, avec notamment Ester Rada, Cherry Plum, San Carol. Le groupe nantais Malted Milk et le groupe angevin Remington ont participé à la soirée de clôture.

### Édition 2015
La septième édition du festival se déroule du 13 juillet au 13 août 2015, avec onze concerts au programme. On y voit par exemple Le Bal à Momo, la chanteuse Jeanne Added, le groupe chilien Chico Trujillo et le groupe angevin Tarmac Rodéo.

### Édition 2016
L'édition 2016 accueille notamment le groupe marseillais Temenik Electric, avec en première partie les Angevins de Bentham, les Américains Campbell Brothers, avec en première partie les Angevins de L'Adr3sse, et Otis Taylor. La fréquentation de la manifestation se situe aux environs de 38 000 spectateurs.